# Derai
Derai är ett underdistrikt i Bangladesh. Det ligger i den nordöstra delen av landet, 150 km nordost om huvudstaden Dhaka.
Runt Derai är det tätbefolkat, med 683 invånare per kvadratkilometer.